# 威斯特法伦地区哈雷
威斯特法伦地区哈雷（德語：Halle (Westf.)），通称哈雷（德語：Halle，發音：[ˈhalə] ⓘ），是德国北莱茵-威斯特法伦州代特莫尔德行政区居特斯洛县的城市，面积69.7平方千米，2023年12月31日人口为22,198人。OWL體育場位于该市。